# Mannarps naturreservat
Mannarp är ett naturreservat i Harplinge socken i Halmstads kommun i Halland.
Reservatet består av betesmark gamla, grova och vidkroniga bokar och ekar. Dessa utgör ett hem för mossor, lavar och svampar, men också insekter, fladdermöss och fåglar. I den östra och södra delen växer tall- och bokskog med inslag av gran. Bokkantlav (Lecanora glabrata) är en rödlistad lav som växer på reservatets gamla bokar.
Strax utanför reservatet finns en våtmark som har anlagts etapper. Här rastar vadare och änder.  Ett fågeltorn är uppfört i reservatet varifrån livet i våtmarken kan följas.
Området är skyddat sedan 2012 och omfattar 31 hektar. Det är beläget 2 km öster om Harplinge vid foten av Nyårsåsen.